# 1099
1099 је била проста година.

## Догађаји
- 16. јануар - Kрсташка војска, под Ремоном IV, гроф Тулузе, остављају Антиохију и крећу на југ према Јерусалиму. Придружују им се силе Танкреда (нећака Боемонда I) и Роберта II, војвода од Нормандије.
- 22. јануар - крсташи, под Ремоном IV, достижу до града Масијафа, где је договорен уговор. Они одлучују да наставе марш, уместо да покоре град. Следећег дана крсташи улазе у напуштени град Рафани, који им пружа много потребне залихе. Ремон се креће долином Букаиа и осваја стратешку курдску тврђаву Хосн ал-Акрад.
- 14. фебруар - Крсташи под Раимондом IV опкољеним учвршћеним градом Акар - чији је гарнизон лојалан Јалалу Ал-Мулк Абул-Хасану, Емир из Триполија (модерни Либанон). 13. маја након тромесечне опсаде, одбрана Акара је сломљена и Ремон наређује улазак.
- 17. фебруар - Ремоном IV шаље мали део своје војске под Раимонд Пидбаом да нападне луку Тортоса на сиријској обали. Мај - Крсташи су прошли Триполи, праћени водичима које им је пружио Емир који их води кроз градове Батроун и Библос. 19. маја прелазе реку северно од Бејрута и улазе на Фатимидску територију.
- Умире српски краљ Константин Бодин. У Кнежевини Србији настаје метеж око наслеђивања. Уместо његовог сина Михајла II државу је наследио краљев брат Доброслав II.
- 20. мај - Фатимидски гувернер Сидона одбија сарадњу и његов гарнизон напада крсташе док пљачкају локална села. Фатмиди су одбили крсташе јужно од Бејрута.
- 26. мај - Крсташи  марширају у Хаифу и дуж обале под планином Цармела у Цезареју (модеран Израел), где се одмарају четири дана како би прославили Вхитсун.
- 2-6 јун - Крсташи се заузимају Арсуф и окрећу се у унутрашњост према Рамлаху, где се реорганизују за марш на Јерусалим. Крсташка војска под Танкред-ом ослобађа Витлајем.
- 7. јун - Опсада Јерусалима (1099): Крсташи стижу на периферију Јерусалима и започели опсаду Светог града. Ифтикхар Ал-Давла нуди мировни споразум, али они то одбијају.
- 13. јун - Крсташи под Готфридом Бујонским покрећу свој први напад на Јерусалим, док га Фатимидски гарнизон и јеврејска милиција бране на северном зиду на капији Дамаск.
- 17. јун - Морнаричка ескадрила од шест генојских бродова улази у луку Јафа;
- 15. јул — У Првом крсташком рату крсташи су освојили Јерусалим.
- 22. јул — Основана Краљевина Јерусалим. Готфрид Бујонски је проглашен за првог краља.
- 29. јул – Папа Урбан II  умире након деветогодишњег понтификата у Риму. Наследио га је Папа Паскал II као 160. папа Католичке цркве.
- 12. август – Крсташи под командом Готфрида Бујонског су бици код Аскалона поразили фатимидску војску предвођену Ал-Афдалом Шаханшахом.
- Крсташи оснивају Кнежевину Галилеју.
- 11. новембар – Велике поплаве око Северног мора и Ламанша.

- 21. децембар – Крсташи под командом Боемонда I и Балдуина стижу у Јерусалим. Четири дана касније, Даимберт, надбискуп Пизе, постављен је за латинског патријарха Јерусалима.

## Рођења
- Јуриј Долгоруки, велики кнез Кијева (у. 1157)

## Смрти
- 29. јул — Урбан II, римски папа (р. 1035)
- Константин Бодин

- Доналд III Шкотски

- Петар Бартоломеј

- Родриго Дијаз де Вивар

- Татикије